# Alois von Lapenna
Alois von Lapenna (26. února 1825 Senj – 5. dubna 1891 Persenbeug) byl rakouský politik z Dalmácie, v 2. polovině 19. století poslanec Říšské rady.

## Biografie
Vystudoval práva na Vídeňské univerzitě, získal titul doktora práv a od roku 1854 působil jako advokát v Zadaru. V Zadaru byl v říjnu 1863 jmenován prezidentem vrchního zemského soudu. V roce 1864 se stal dvorním radou při dalmatském místodržitelství.
Po obnovení ústavní vlády se zapojil i do politiky. Od března 1861 byl poslancem Dalmatského zemského sněmu. Zemský sněm ho roku 1861 delegoval i do Říšské rady (tehdy ještě volené nepřímo) za Dalmácii, (kurie nejvýše zdaněných. 12. listopadu 1864 opětovně složil slib. 9. června 1863 byl zvolen místopředsedou Poslanecké sněmovny Říšské rady. K roku 1861 se uvádí jako rada vrchního zemského soudu, bytem v Zadaru. Zemský sněm ho do Říšské rady opětovně delegoval roku 1867, nyní za kurii venkovských obcí v Dalmácii. Po jisté přestávce uspěl v prvních přímých volbách do Říšské rady roku 1873 za kurii venkovských obcí v Dalmácii, obvod Split, Brač, Hvar, Vis. Slib složil 10. listopadu 1873, rezignace oznámena na schůzi 19. října 1875. Do vídeňského parlamentu se vrátil ještě krátce po doplňovacích volbách roku 1888. Nastoupil 1. června 1888 místo Manfreda Borelliho Vranského za kurii nejvýše zdaněných v Dalmácii.
Politicky patřil ke straně dalmatských autonomistů (tzv. autonomaši, též pejorativně talijanaši), kteří byli orientováni proitalsky a provídeňsky a odmítali chorvatské státoprávní aspirace. V parlamentu odmítal požadavky na sloučení Dalmácie a vlastního Chorvatska do jednoho ilyrského království v rámci habsburského soustátí. V roce 1890 je uváděno, že v parlamentu zastupoval centristický Coroniniho klub.
V roce 1874 se stal členem mezinárodního soudního dvora v Alexandrii a roku 1876 i prezidentem tohoto soudního tělesa. V roce 1881 se vrátil do Rakouska-Uherska. V roce 1882 se stal předsedou senátu nejvyššího soudního dvora. Roku 1889 odešel do penze.